# Metoda Felicji Affolter
Metoda Felicji Affolter – metoda stosowana w terapii osób niepełnosprawnych i autystycznych, oparta na obserwacji dzieci o prawidłowym rozwoju, a konkretnie kolejności osiągania przez nie umiejętności motorycznych. Wiedza zdobyta podczas tych obserwacji pozwoliła Félicie Affolter (1926–2024) na stworzenie metody, której celem jest pomoc dziecku w osiąganiu tychże umiejętności. Metoda jest skierowana przede wszystkim do dzieci, które ze względu na niepełnosprawność mają szczególne trudności w tym względzie. 

## Opis metody
Zdaniem F. Affolter rozwój człowieka jest uwarunkowany podejmowanym przez niego działaniem i nabywanym podczas tego działania doświadczeniem. Dziecko niepełnosprawne ma ograniczony dostęp do bodźców, których dziecko pełnosprawne doświadcza w sposób naturalny, związanych m.in. z poruszaniem się, dotykaniem, manipulowaniem przedmiotami, przekształcaniem otoczenia.
Dziecko niepełnosprawne często samo nie dąży do dotykania przedmiotów, nie wykorzystuje ich do jakichś określonych przez siebie celów. Z kolei jeżeli takie działania występują, mają często inny przebieg niż u pełnosprawnych dzieci. W zależności od niepełnosprawności dziecka, przedmioty mogą nie być chwytane całą dłonią, dziecko może zbyt mocno napinać mięśnie podczas czynności chwytania, nie kontrolować swoich czynności za pomocą wzroku itp. W związku z powyższym dziecko niepełnosprawne potrzebuje inicjatywy z zewnątrz do podejmowania aktywności ruchowej oraz wzorca poprawnego wykonania poszczególnych czynności. W związku z tym, że dzieciom niepełnosprawnym nie wystarczy demonstracja danej czynności, a tym bardziej jej opis słowny, należy uczyć dziecko poszczególnych wzorców ruchowych poprzez prowadzenie jego ciała. Metoda ta wymaga od terapeuty doskonałej znajomości poszczególnych faz rozwoju czynności ruchowych podejmowanych przez człowieka oraz umiejętności wyznaczenia strefy najbliższego rozwoju dziecka. Ucząc bowiem zbyt skomplikowanych wzorców ruchowych pomijając ich poprzednie stadia, możemy dziecku wręcz zaszkodzić m.in. poprzez wywołanie poczucia frustracji, związanego z niemożnością osiągnięcia oczekiwanego efektu.
F. Affolter mówi o prowadzeniu ciała dziecka podczas czynności z zakresu dużej motoryki tzn. chodzenia, schylania się, kucania, ale przede wszystkim skupia się ona na przekazywaniu informacji czuciowych przez ręce. Zadaniem terapeuty jest w takiej sytuacji nałożenie swoich rąk na ręce dziecka, w taki sposób, aby kciuk terapeuty pokrywał się z kciukiem dziecka, palec wskazujący z palcem wskazującym itd. Terapeuta staje za dzieckiem i inicjuje kolejne czynności. Dzięki działaniom terapeuty, dziecko może poczuć właściwości przedmiotu, jego opór, zmiany położenia ręki w stosunku do podłoża, różnice w działaniu jednej i drugiej ręki. Zarówno ręce jak i mózg dziecka odbierają bodźce, których bez pomocy terapeuty nie byłyby w stanie doświadczyć. Nie należy mówić do dziecka podczas prowadzenia jego rąk, ponieważ wykonywane czynności wymagają od dziecka dużego skupienia, które mowa terapeuty może zakłócać. Czas odpowiedni na rozmowę z dzieckiem o wykonywanych czynnościach jest przed ich rozpoczęciem i po ich zakończeniu.

### Etapy uczenia się przez czucie według F. Affolter
1. przekazanie dziecku informacji czuciowej
2. połączenie doznań wzrokowych i dotykowych
3. poddanie doznań wzrokowych i dotykowych organizacji czasowej
4. ograniczenie lub zaprzestanie prowadzenia rąk dziecka przez terapeutę

## Krytyka
Poza pojedynczymi eksperymentami, często o niewysokiej jakości metodologicznej, efektywność metody nie jest badana. Brak solidnych dowodów naukowych nie pozwala na wyciąganie wniosków na temat skuteczności podejścia w rehabilitacji uszkodzeń mózgu lub terapii autyzmu.